# Страницы истории искусств
«Страницы истории искусств» (Библиотечка «Страницы истории искусств») — популярная книжная серия, выходившая в издательстве «Советский художник» (Москва) в 1960-е годы. Книги серии содержат очерки истории культуры древних цивилизаций разных регионов на примере всемирно известных шедевров. В книгах также приводятся различные сюжеты, связанные с поисками, исследованиями и реставрацией. культурных ценностей.
Составитель серии — известный искусствовед Борис Бродский (1920—1997).
Формат: 70x108/32 (~130х165 мм); обложка бумажная.

## Книги серии
- Рубинштейн Р. И. Загадки пирамид. — М.: Советский художник, 1965. — 88 с. — (Страницы истории искусств). — 61 000 экз.
- Бродский Б. И. Пять древних столиц. — М.: Советский художник, 1965. — (Страницы истории искусств).
- Варшавский А. Подвиг художника. — М.: Советский художник, 1965. — 176 с. — (Страницы истории искусств). — 65 000 экз.
- Островский Г. Рождение картины. — М.: Советский художник. — (Страницы истории искусств).
- Либман М., Островский Г. Поддельные шедевры. — М.: Советский художник, 1966. — 112 с. — (Страницы истории искусств).
- Кондратов А. М. Великаны Острова Пасхи. — М.: Советский художник, 1966. — 192 с. — (Страницы истории искусств). — 73 000 экз.
- Бродский Б. И. Романтические ведуты: Рассказы об удивительных городах и знаменитых постройках древнего мира. — М.: Советский художник. — (Страницы истории искусств).
- Штамбок А. А. Из царства Атея в Неаполь Скифский. — М.: Советский художник, 1968. — 168 с. — (Страницы истории искусств). — 50 000 экз.
- Бродский Б. И., Калугин В. А теперь музей. — М.: Советский художник, 1969. — 104 с. — (Страницы истории искусств).